# Friedrichsthal (Bleicherode)
Friedrichsthal – dzielnica miasta Bleicherode w Niemczech, w kraju związkowym Turyngia, w powiecie Nordhausen. Do 31 grudnia 2018 samodzielna gmina, której niektóre czynności administracyjne realizowane były już przez miasto Bleicherode. Miasto to pełniło rolę "gminy realizującej" (niem. "erfüllende Gemeinde").